# Lista de prêmios e indicações recebidos por Neil Patrick Harris
A lista a seguir e sobre os prêmios e indicações recebidos pelo ator e cantor norte-americano Neil Patrick Harris.

## Filmes

### Alliance of Women Film Journalists
A Alliance of Women Film Journalists (AWFJ) é uma organização sem fins lucrativos fundada em 2006 e localizada em Nova York, dedicada ao trabalho e apoio as mulheres na indústria cinematográfica.
| Ano  | Trabalho nomeado | Categoria                                         | Resultado | Ref(s) |
| ---- | ---------------- | ------------------------------------------------- | --------- | ------ |
| 2015 | Gone Girl        | Best Depiction of Nudity, Sexuality, or Seduction | Indicado  | [ 2 ]  |

### Behind the Voice Actors Awards
| Ano  | Trabalho nomeado                    | Categoria                             | Resultado | Ref(s) |
| ---- | ----------------------------------- | ------------------------------------- | --------- | ------ |
| 2014 | Cloudy with a Chance of Meatballs 2 | Best Vocal Ensemble in a Feature Film | Indicado  | [ 3 ]  |

### Central Ohio Film Critics Association
| Ano  | Trabalho nomeado | Categoria     | Resultado | Ref(s) |
| ---- | ---------------- | ------------- | --------- | ------ |
| 2015 | Gone Girl        | Best Ensemble | Indicado  | [ 4 ]  |

### Críticos de Cinema Online Portugueses Awards
| Ano  | Trabalho nomeado | Categoria                                         | Resultado | Ref(s) |
| ---- | ---------------- | ------------------------------------------------- | --------- | ------ |
| 2015 | Gone Girl        | Best Scene or Sequence (Melhor Cena ou Sequência) | Indicado  | [ 5 ]  |

### Georgia Film Critics Association
| Ano  | Trabalho nomeado | Categoria     | Resultado | Ref(s) |
| ---- | ---------------- | ------------- | --------- | ------ |
| 2015 | Gone Girl        | Best Ensemble | Indicado  | [ 6 ]  |

### Gold Derby TV e Film Awards
Os Prêmios Gold Derby (ou Gold Derby TV e Film Awards) é uma cerimônia anual de premiação que tem como foco principal as realizações na televisão e no cinema.
| Ano  | Trabalho nomeado | Categoria     | Resultado | Ref(s) |
| ---- | ---------------- | ------------- | --------- | ------ |
| 2015 | Gone Girl        | Ensemble Cast | Indicado  | [ 10 ] |

### Golden Globe Awards
Os Golden Globe Awards são entregues desde 1944 pela Hollywood Foreign Press Association, sendo considerada uma das maiores premiações da indústria cinematográfica e televisiva mundial.
| Ano  | Trabalho nomeado | Categoria                              | Resultado | Ref(s) |
| ---- | ---------------- | -------------------------------------- | --------- | ------ |
| 1989 | Clara's Heart    | Best Supporting Actor – Motion Picture | Indicado  | [ 12 ] |

### Kids' Choice Awards
| Ano  | Trabalho nomeado | Categoria            | Resultado | Ref(s) |
| ---- | ---------------- | -------------------- | --------- | ------ |
| 2014 | Os Smurfs 2      | Favorite Movie Actor | Indicado  | [ 13 ] |

### Young Artist Awards
| Ano  | Trabalho nomeado | Categoria                                    | Resultado | Ref(s) |
| ---- | ---------------- | -------------------------------------------- | --------- | ------ |
| 1989 | Clara's Heart    | Best Young Actor in a Motion Picture – Drama | Indicado  | [ 14 ] |

## Televisão

### Bravo Otto
| Ano  | Trabalho nomeado | Categoria                     | Resultado | Ref(s) |
| ---- | ---------------- | ----------------------------- | --------- | ------ |
| 2011 | –                | Best Male TV Star (TV-Star m) | Venceu    | [ 15 ] |
| 2012 | –                | Best Male TV Star (TV-Star m) | 2.º lugar | [ 16 ] |

### Critic's Choice Television Awards
O Critics' Choice Television Award é um prêmio apresentado pela Broadcast Television Journalists Association (BTJA). Foi criado em 2011, e sua primeira cerimônia foi realizada em 20 de Junho de 2011 e transmitido ao vivo no VH1.
| Ano  | Trabalho nomeado      | Categoria                                | Resultado | Ref(s) |
| ---- | --------------------- | ---------------------------------------- | --------- | ------ |
| 2011 | How I Met Your Mother | Best Supporting Actor in a Comedy Series | Venceu    | [ 20 ] |

### Daytime Emmy Awards
| Ano  | Trabalho nomeado                  | Categoria                         | Resultado | Ref(s) |
| ---- | --------------------------------- | --------------------------------- | --------- | ------ |
| 2014 | Disney Parks Christmas Day Parade | Outstanding Special Class Special | Indicado  | [ 21 ] |

### Dorian Awards
| Ano  | Trabalho nomeado                      | Categoria                          | Resultado | Ref(s) |
| ---- | ------------------------------------- | ---------------------------------- | --------- | ------ |
| 2015 | 68th Tony Awards (com: "Sugar Daddy") | TV Musical Performance of the Year | Venceu    | [ 22 ] |

### Golden Globes Awards
| Ano  | Trabalho nomeado      | Categoria                                                     | Resultado | Ref(s) |
| ---- | --------------------- | ------------------------------------------------------------- | --------- | ------ |
| 1992 | Doogie Howser, M.D.   | Best Actor Television Series – Musical or Comedy              | Indicado  | [ 23 ] |
| 2009 | How I Met Your Mother | Best Supporting Actor – Series, Miniseries or Television Film | Indicado  | [ 23 ] |
| 2010 | How I Met Your Mother | Best Supporting Actor – Series, Miniseries or Television Film | Indicado  | [ 23 ] |

### Primetime Emmy Awards
O Primetime Emmy Award é o principal prêmio da indústria televisiva dos Estados Unidos e foi criado pela Academy of Television Arts and Sciences para premiar as melhores produções realizadas nos horários nobre da televisão norte-americana.
| Ano  | Trabalho nomeado      | Categoria                                       | Resultado | Ref(s) |
| ---- | --------------------- | ----------------------------------------------- | --------- | ------ |
| 2007 | How I Met Your Mother | Outstanding Supporting Actor in a Comedy Series | Indicado  | [ 25 ] |
| 2008 | How I Met Your Mother | Outstanding Supporting Actor in a Comedy Series | Indicado  | [ 25 ] |
| 2009 | How I Met Your Mother | Outstanding Supporting Actor in a Comedy Series | Indicado  | [ 25 ] |
| 2010 | How I Met Your Mother | Outstanding Supporting Actor in a Comedy Series | Indicado  | [ 25 ] |
| 2010 | 63rd Tony Awards      | Outstanding Special Class Program               | Venceu    | [ 25 ] |
| 2010 | Glee                  | Outstanding Guest Actor in a Comedy Series      | Venceu    | [ 25 ] |
| 2012 | 65th Tony Awards      | Outstanding Special Class Program               | Venceu    | [ 25 ] |
| 2013 | 66th Tony Awards      | Outstanding Special Class Program               | Venceu    | [ 25 ] |
| 2014 | 67th Tony Awards      | Outstanding Special Class Program               | Venceu    | [ 25 ] |
| 2015 | 87th Academy Awards   | Outstanding Special Class Program               | Indicado  | [ 25 ] |

## Teatro

### Tony Awards
| Ano  | Trabalho nomeado          | Categoria                                                   | Resultado | Ref(s) |
| ---- | ------------------------- | ----------------------------------------------------------- | --------- | ------ |
| 2014 | Hedwig and the Angry Inch | Best Performance by an Actor in a Leading Role in a Musical | Venceu    | [ 26 ] |